# Risto Autio
Risto Juhani Autio, född 22 augusti 1954 i Helsingfors, är en finländsk skådespelare, manusförfattare, politiker och sångare. Åren 1986–1993 hade han engagemang vid Helsingfors stadsteater. Åren 1995–2006 och 2012 spelade han rollen Hannes Luotola i dramaserien Kotikatu. Autio medverkade i manusförfattandet av samma serie. Han var riksdagsledamot för Centern i Finland 2007–2011.
Autio har skrivit och regisserat teater- och restaurangpjäser, samt radiopjäser. Han har även släppt skivan Kotikatu.